# Raniero d'Elci
Raniero d'Elci, o anche Delci (Firenze, 7 marzo 1670 – Roma, 22 giugno 1761), è stato un cardinale e arcivescovo cattolico italiano.
Appartenente all'antica famiglia fiorentina dei Pannocchieschi (il cognome proviene dal castello di famiglia), era figlio del conte Filippo d'Elci, marchese di Monticiano, e di Francesca Torrigiani.
Era pronipote del cardinale  Scipione Pannocchieschi d'Elci, nipote dell'arcivescovo Francesco Pannocchieschi e zio del cardinale Francesco d'Elci.

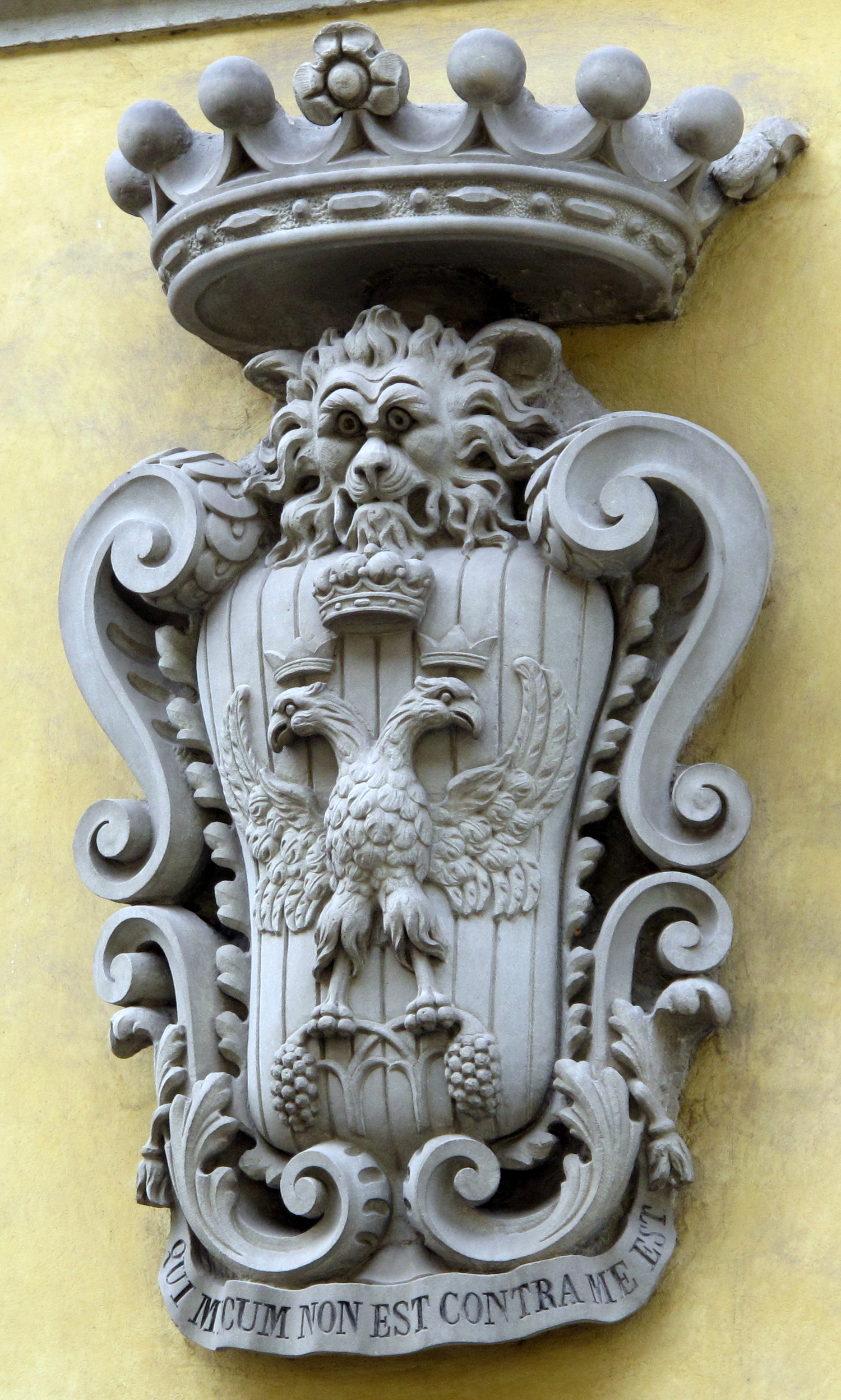
Stemma della famiglia Pannocchieschi.

## Biografia
Si laureò all'Università di Pisa in utroque iure nel 1695. Visse per un certo tempo a Roma ove conobbe famosi giureconsulti. Fu ordinato sacerdote nel 1699 ed entrò nel 1700 nel Tribunale dell'Apostolica Segnatura, della quale diventerà referendario nel 1708.
Nel 1702 divenne governatore della città di Faenza e nel 1705 di quella di Fano. Nel 1711 fu inquisitore nell'isola di Malta. Nel 1709 fu governatore della città di Loreto.
Fu vice-legato pontificio ad Avignone dal 1719 al 1731 e durante la pestilenza che colpì la città di Marsiglia nel 1721 si adoperò intensamente nell'assistenza agli ammalati ed ai poveri.
Nel 1730 fu nominato arcivescovo titolare di Rodi, carica che tenne fino al 1738.
Nel concistoro del 20 dicembre 1737 papa Clemente XII lo nominò cardinale, pubblicando la nomina il 23 giugno 1738 e gli fu assegnato il titolo di cardinale presbitero di Santa Sabina. Il 5 maggio dello stesso anno era stato nominato Arcivescovo di Ferrara, incarico che mantenne direttamente fino al 1740 quando lo lasciò per diventare Governatore della stessa città, fino al 1744, e che tenne ancora in commendam fino al 1761. Nel 1745 optò per il titolo cardinale vescovo di Sabina. Nel 1756 divenne Decano del Sacro Collegio, carica che mantenne fino alla morte, così come per le sedi suburbicarie di Ostia e di Velletri, per le quali aveva optato. Fu contemporaneamente anche Governatore di Velletri.
Fu inoltre abate commendatario di Santa Maria in Rambona, nel paese di San Severino Marche, dei Santi Vito e Pancrazio di Collepesse presso Todi, di Sant'Eustizio a Spoleto e di San Pietro in Vincoli a Massa Lombarda.
Membro della Massoneria, fu maestro venerabile di una loggia romana che si riuniva in via della Croce, alla quale appartenne anche il cardinale Stefano Borgia. 
Alla sua morte la sua salma venne inumata nella cappella di famiglia nella Basilica di Santa Sabina a Roma.

## Conclavi
Raniero d'Elci partecipò a due conclavi:
- conclave del 1740, che elesse papa Benedetto XIV
- conclave del 1758, che elesse papa Clemente XIII

## Genealogia episcopale e successione apostolica
La genealogia episcopale è:
- Cardinale Scipione Rebiba
- Cardinale Giulio Antonio Santori
- Cardinale Girolamo Bernerio, O.P.
- Arcivescovo Galeazzo Sanvitale
- Cardinale Ludovico Ludovisi
- Cardinale Luigi Caetani
- Cardinale Ulderico Carpegna
- Cardinale Paluzzo Paluzzi Altieri degli Albertoni
- Cardinale Gaspare Carpegna
- Cardinale Fabrizio Paolucci
- Arcivescovo Francesco Maurizio Gonteri
- Cardinale Raniero d'Elci

La successione apostolica è:
- Arcivescovo Bonaventura Antonio Maria Giuseppe Barberini, O.F.M.Cap. (1740)
- Vescovo Niccola Maria Calcagnini (1745)
- Vescovo Lorenzo Odorisi (1747)
- Vescovo Paul-Loup de Sallières de Fausseran (1748)
- Vescovo Sante Lanucci (1748)
- Vescovo Giuseppe Lancellotti, O.F.M.Conv. (1749)
- Vescovo Giovanni Battista Lattanzi (1750)
- Vescovo Matteo d'Angelis (1750)
- Vescovo Francesco Maria Forlani (1750)
- Vescovo Vito Antonio Mastandrea (1751)